# Асамблея Каталонії
Асамблея Каталонії (кат. Assemblea de Catalunya) — неофіційне об'єднання більшості антифранкістських каталонських організацій з 1971 р. до 1977 р. Була створена 7 листопада 1971 р. у барселонській церкві Св. Августа за пропозицією Координаційної комісії політичних сил Каталонії (кат. Comissió Coordinadora de Forces Polítiques de Catalunya). До складу Асамблеї Каталонії протягом невеликого часу увійшли більшість каталонських партій, які під час диктатури Франко були заборонені, профспілки, рухи тощо. Серед вимог Асамблеї були вимоги соціальних та політичних свобод, амністії для противників режиму Франко, відновлення Статуту автономії Каталонії як кроку до самовизначення каталонського народу.
Асамблея об'єднувала діаметрально різні політичні організації : комуністів, різні націоналістичні рухи, партії, що виступали за незалежність Каталонії, соціалістів, правих тощо.
Серед акцій, організованих Асамблеєю, можна назвати мирні зібрання у Ріполі у 1972 р., у Сан-Кугат-дал-Бальєс та Біці у 1973 р., великі маніфестації 1 та 8 лютого 1976 р. у Барселоні, перше відкрите святкування Національного дня Каталонії у Сан-Бой-да-Любрагат у 1976 р.
Асамблея саморозпустилася у 1977 р.